# 丁腈
丁腈（分子式：C4H7N）有以下幾种同分异构体：
- 正丁腈（1-丁腈）: 示性式:CH3CH2CH2CN, 最常见的含义
- 異丁腈（2-甲基丙腈）:  示性式:(CH3)2CHCN

|        |        |
| 正丁腈 | 異丁腈 |

|  | 这个同类索引页列出了具有相同或相似标题的化学条目。 除非您是有意链接至本页，否则应将相应条目的内部链接指向正确的条目。 |